# Coryphantha neglecta
Coryphantha neglecta, conocida comúnmente como biznaga partida de la muralla, es una especie de planta suculenta perteneciente al género Coryphantha, dentro de la familia Cactaceae. Es endémica del noreste de México (concretamente de los estados mexicanos de Coahuila y Nuevo León).

## Descripción

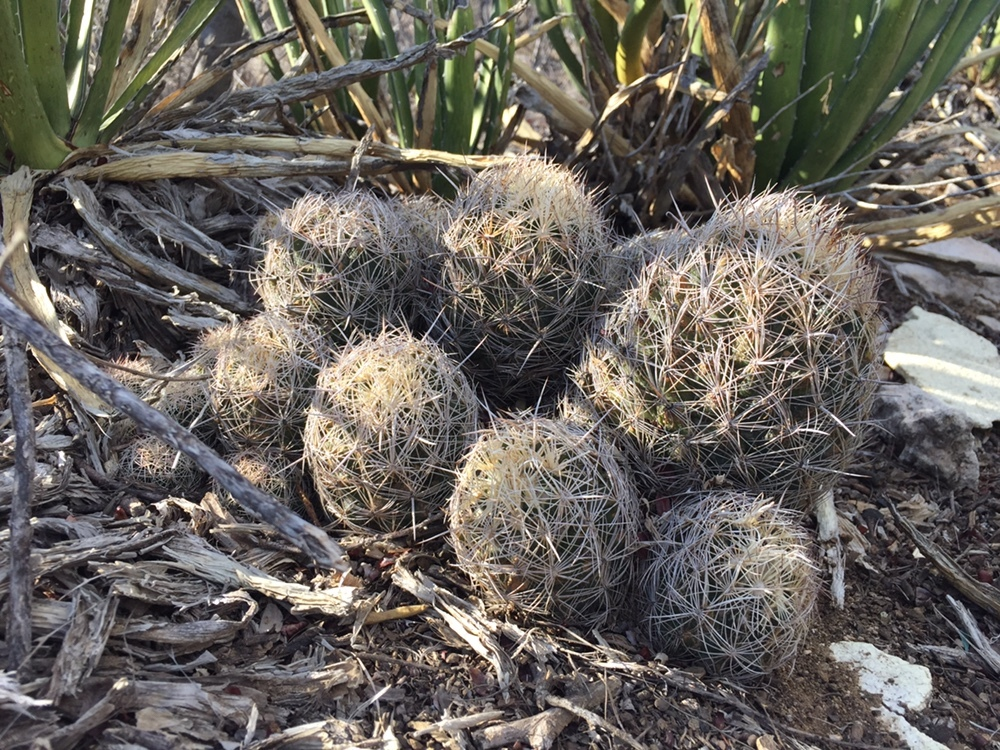
Planta creciendo en forma de grupo

Coryphantha neglecta es una especie de cactus que aunque puede crecer de forma solitaria, normalmente forma grandes agrupaciones. Los tallos son esféricos y tienen la epidermis de color verde oscuro u opaco. Alcanzan alturas de hasta 6 cm y diámetros de unos 7 cm. Tienen el ápice deprimido y lanoso.
Los tallos están cubiertos de tubérculos cónicos, firmes y ligeramente aquillados. Miden unos 0,7 cm de alto y 1,1 cm de ancho en la parte inferior. Tienen la base de forma rómbica y presentan un surco débil y poco profundo.
En la punta de los tubérculos se asientan areolas ovaladas de 1,5 mm de diámetro. Tienen una única espina central de color gris con el ápice oscuro (que en ocasiones pude faltar), está engrosada en la base y es saliente. Es delgada, subulada, rígida, recta y mide de 2,5 a 3,5 cm de largo. También tienen de 16 a 20 espinas radiales rígidas, rectas y con forma de aguja. Están extendidas, son negras o amarillentas y se tornan grises con la edad. Miden entre 1 y 2 cm de largo.

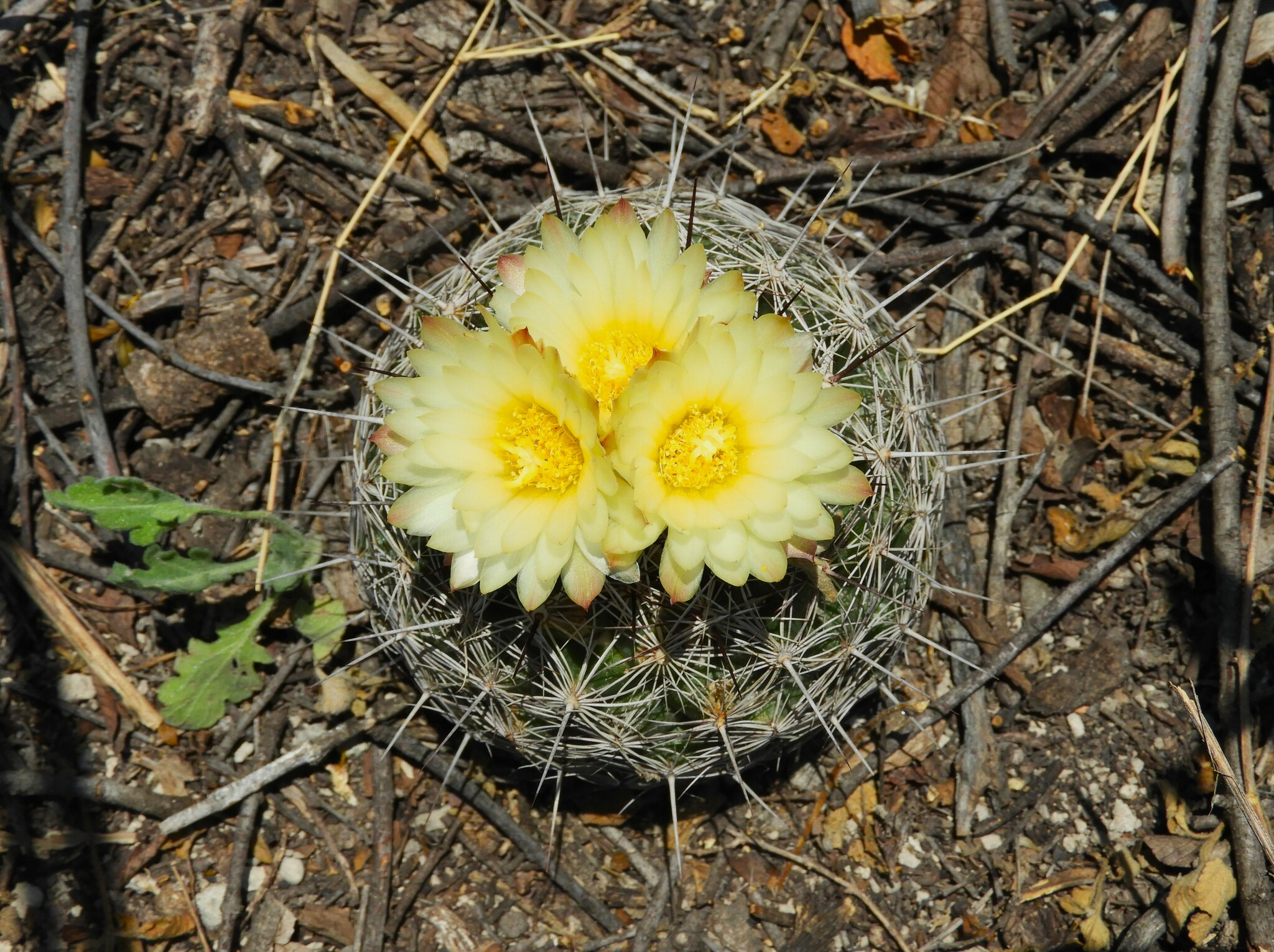
Detalle de la flor

Las flores son de color amarillo claro, tienen forma de embudo y alcanzan diámetros de 4 a 5 cm. Tienen una franja media de color verde o pardo, con filamentos de color blanco. 

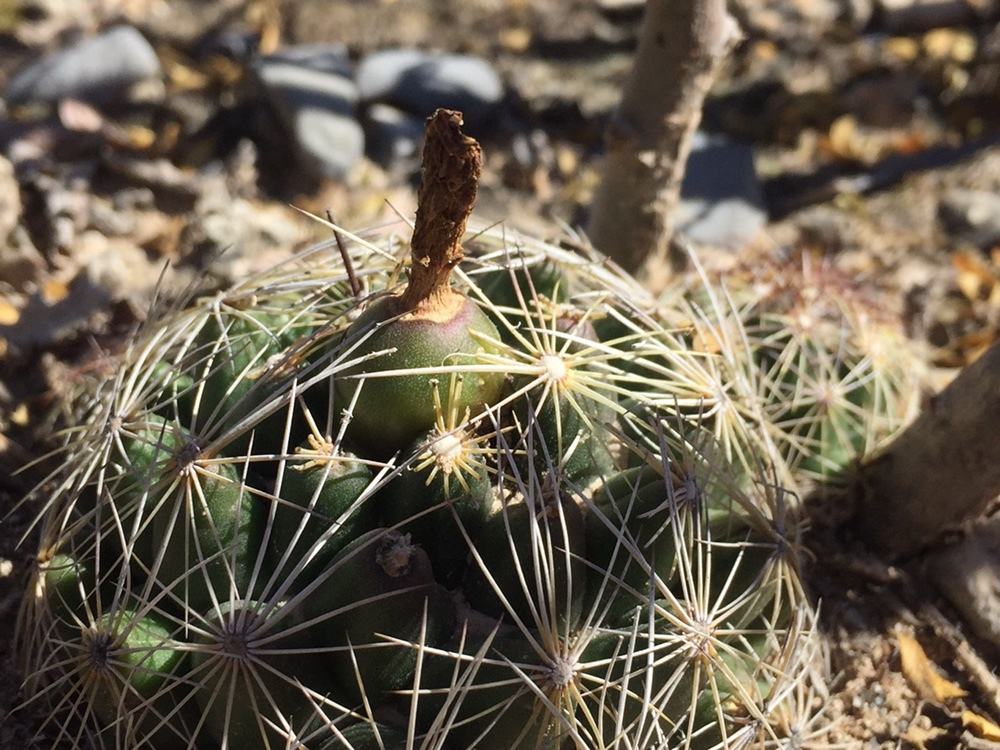
Detalle del fruto

Los frutos son alargados, jugosos y con remanentes florales. Son de color verde grisáceo y opaco y miden hasta 2,1 cm de largo y 1 cm de ancho. Las semillas son reniformes, miden aproximadamente 1 mm de largo y tienen la testa reticulada.

### Especies similares
Esta especie suele ser confundida con Coryphantha nickelsiae y Coryphantha pseudoechinus.

## Distribución y hábitat

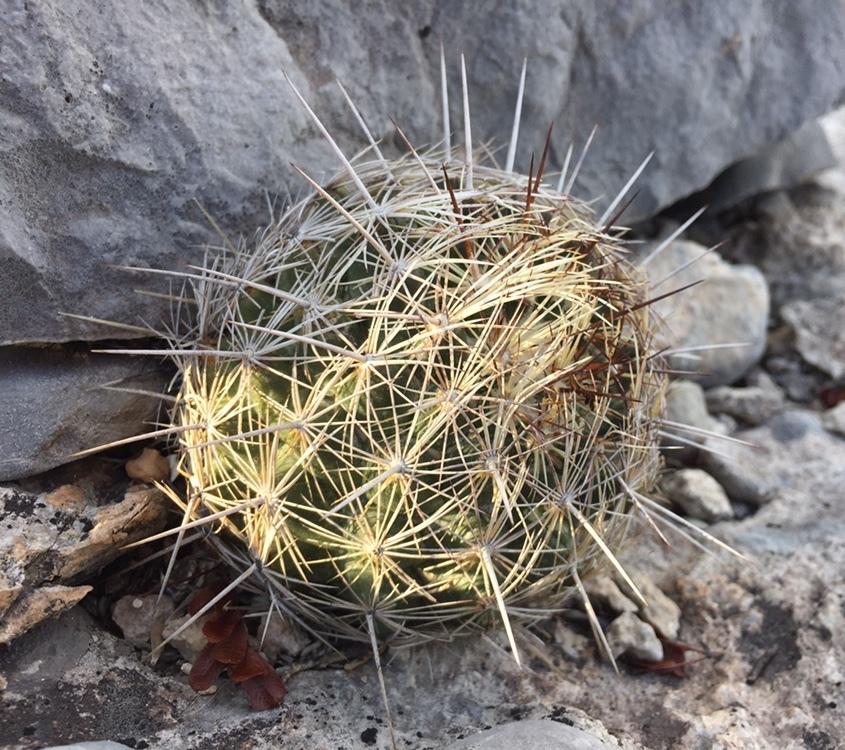
Plante creciendo de forma solitaria

El área de distribución nativa de esta especie es el noreste de México, donde se encuentra en las laderas occidentales de la Sierra Madre Oriental desde Monclova (en el estado de Coahuila) hasta Monterrey (en el estado de Nuevo León).
Crece principalmente en biomas desérticos o de matorral seco, sobre suelos aluviales y calcáreos. Generalmente prospera al pie de colinas, pero también en crestas y cimas.

## Taxonomía
Coryphantha neglecta fue descrita por el botánico americano Lewis Bremer y publicada por primera vez en la revista científica Cactáceas y Suculentas Mexicanas 24: 3 en el año 1979.
Etimología
- Coryphantha: nombre genérico que deriva del griego coryphe (que significa 'cima' o 'cabeza'), y anthos (que significa 'flor'), haciendo referencia a que las flores aparecen en el ápice de los tallos.
- neglecta: epíteto específico latino que significa 'descuidado' o 'ignorado', haciendo referencia a que el estado taxonómico de la especie fue ignorado en el pasado.[6]

## Estado de conservación
En la Lista Roja de Especies Amenazadas de la UICN, la especie está clasificada como de “Preocupación Menor (LC)” y no presenta ninguna amenaza destacable.

## Usos
Se cultiva principalmente como planta ornamental y su propagación se realiza a través de semillas.